# Gmina Dobra, Wielkopolskie
Gmina Dobra là một gmina đô thị-nông thôn (quận hành chính) ở huyện Turecki, Wielkopolskie, ở phía tây trung tâm Ba Lan. Khu vực hành chính của nó là thị trấn Dobra, nằm khoảng 15 kilômét (9 mi) về phía đông nam của Turek và 128 km (80 mi) về phía đông nam của thủ phủ Poznań.
Gmina có diện tích 131,79 kilômét vuông (50,9 dặm vuông Anh), và tính đến năm 2006, tổng dân số của nó là 6.368 người (trong đó dân số Dobra lên tới 1.511 người, và dân số của vùng nông thôn của gmina là 4.857 người).

## Làng
Ngoài thị trấn Dobra, Gmina Dobra bao gồm các làng và các khu định cư như Chrapczew, Czajków, Czyste, Dąbrowa, Dąbrowica, Dluga Wies, Januszówka, Józefów, Kościanki, chân Piekarski, Linne, Mikulice, Miłkowice, Młyny Piekarskie, Moczydła, Ostrówek, Piekary, Potworów, Rzechta, Rzymsko, Rzymsko BG, Skęczniew, Stawki, Stefanów, Strachocice, Strachocice-Kolonia, Szymany, Ugory, Wola Piekarska, Zagaj, Zborów và Żeronice.

## Gminas lân cận
Gmina Dobra giáp với các gmina chẳng hạn như Goszczanów, Kawęczyn, Pęczniew, Poddębice, Przykona, Turek, Uniejów và Warta.